# Carmen Galán
Carmen Galán Soldevilla (Córdoba, 1958) es una botánica y catedrática universitaria española.

## Biografía.
Catedrática de Botánica en la Universidad de Córdoba, está reconocida como una de las principales expertas en el campo de la aerobiología. Su intensa labor docente y su amplia producción científica, plasmada en varios libros y más de un centenar de artículos y publicaciones, la avalan como una de las científicas más prestigiosas en la materia, reconocida internacionalmente. Entre los proyectos que ha dirigido destacan los referentes a los análisis de los niveles de polen y de actividad alergénica como indicadores de la contaminación atmosférica, y de los efectos del cambio climático, especialmente en los ecosistemas andaluces.
Ha presidido la Asociación Internacional de Aerobiología, desde 1998, coordina la Red Española de Aerobiología, de la que fue su principal promotora y coordina el grupo de trabajo de control de validad en la Sociedad Europea de Aerobiología. Además, es miembro del Comité Español contra el Cambio Climático y de los Consejos Andaluces de Medio Ambiente y de Biodiversidad. En 2010 fue galardonada con la Medalla de Andalucía.